# Simon Ask
Simon Ask er dansk guitarist, komponist og producer. Han var med til at starte bandet Katinka, som vandt Karrierekanonen i 2015. I Katinka er han guitarist, og har produceret alle bandets udgivelser. Sammen med Katinka Bjerregaard vandt han i 2018 en Carl Pris som årets pop-komponist for albummet Vi er ikke kønne nok til at danse.
Simon Ask har som solist desuden udgivet EP'en Dive, som bl.a. blev brugt i første sæson af DR3-serien Doggystyle.
Som producer har Simon Ask arbejdet sammen med flere forskellige artister, og producerede desuden Sebastians sange til det kinesiske marked i 2019.

## Diskografi
Solo
- Dive

Med Katinka
- Vi er ikke kønne nok til at danse (2017)
- Vokseværk (2018)
- Ekstremsport (2022)